# Sacrow (Potsdam)

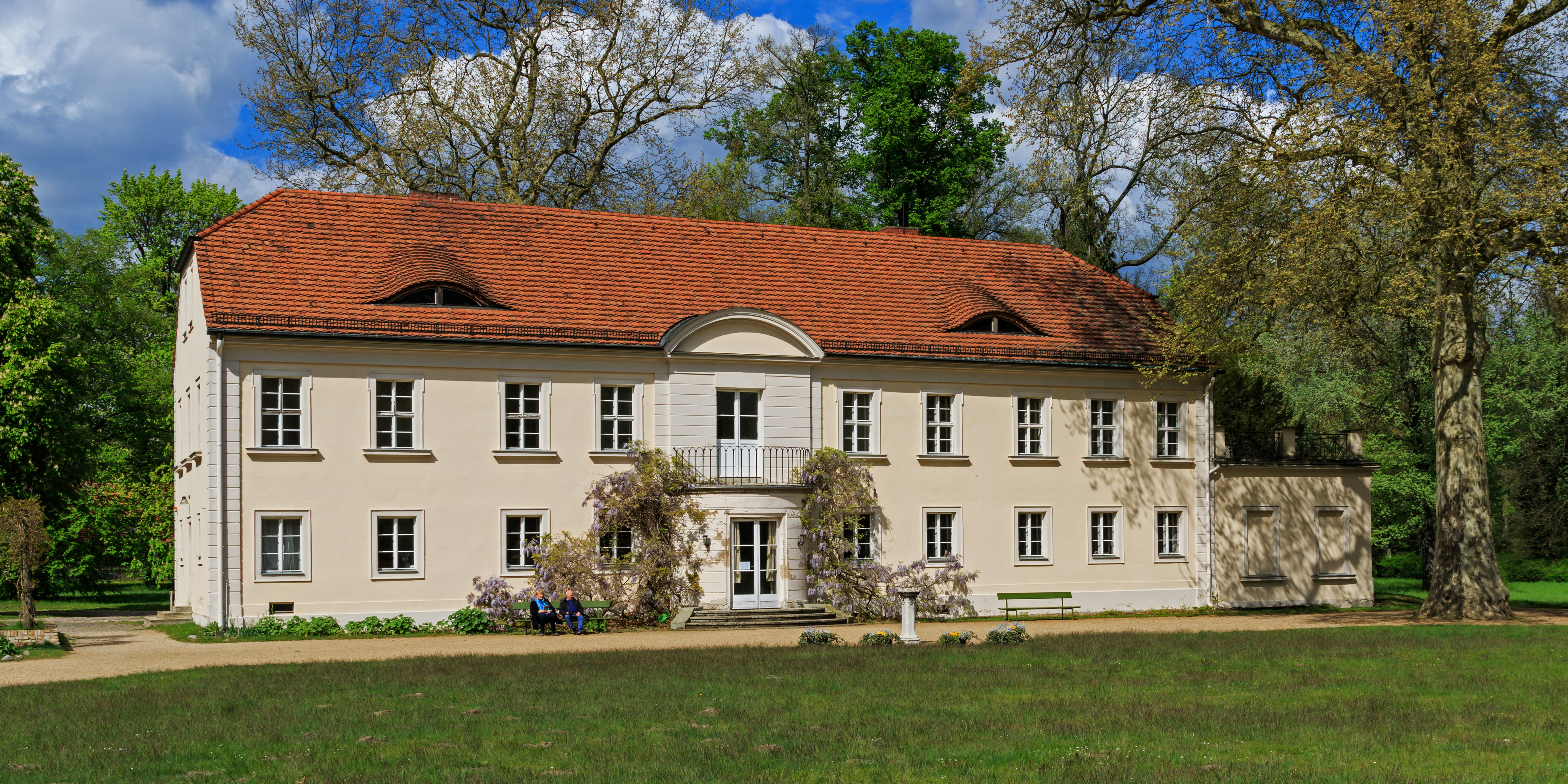
Schloss Sacrow, Frühjahr 2015

Sacrow ist ein Gemeindeteil der Landeshauptstadt Potsdam (Brandenburg). Der Ort war bis zu seiner Eingemeindung am 1. April 1939 nach Potsdam eine eigenständige Gemeinde. Sacrow hat 145 Einwohner (Stand: 31. Dezember 2019). Bekannt ist das am Sacrower See und der Havel liegende Sacrow vor allem durch sein Schloss und dessen von Peter Joseph Lenné in den 1840er Jahren weiträumig umgestaltete Parkanlage sowie durch die am Ufer des Jungfernsees stehende Heilandskirche.

## Lage
Sacrow liegt ca. 4,5 km nordöstlich der Innenstadt von Potsdam an der Havel. Der Schiffgraben, der den Sacrower See mit der Havel verbindet, verläuft am südlichen Ende des Ortskerns. Die Halbinsel Meedehorn ragt sehr in die Havel hinein und öffnet dadurch vor Sacrow eine tiefe Bucht, den Schiffgraben. Die früheren Gemeindegrenzen sind durch die heutigen Gemarkungsgrenzen markiert. Sacrow grenzt im Nordwesten an Fahrland, im Norden an Groß Glienicke, im Nordosten an Berlin-Kladow und im Osten und Südosten, über die Havel hinweg, an Berlin-Wannsee. Der Ortskern liegt auf 33 m ü. NHN. Höchste Erhebung der Gemarkung ist der Luisenberg mit 78 m ü. NHN. Tiefster Punkt ist der Wasserspiegel der Havel, für die ein mittlerer Pegel von 30 m ü. NHN angegeben wird. Weitere markante Hügel auf der Gemarkung sind: unmittelbar nordwestlich des Ortskerns der Weinberg mit 33 m ü. NHN, nordöstlich des Ortskerns die Fuchsberge mit 48 m ü. NHN, und im westlichen Teil der Gemarkung westlich des Sacrower Sees der Schwarze Berg mit 51 m ü. NHN und Zedlitzberg mit rund 65 m ü. NHN. Im westlichen Teil der Gemarkung am Ufer der Havel bzw. des Lehnitzsee liegt die sogenannte Römerschanze, ein bronzezeitlicher Ringwall, der in slawischer Zeit erneut befestigt wurde und den Pegel der Havel um mehrere Zehnermeter überragt.

## Verkehr
Der Ort ist von Potsdam aus über die Bundesstraße 2, Abzweig in Krampnitz, zu erreichen. Die Kladower Straße führt weiter nach Berlin-Kladow im Bezirk Spandau.
In der frühen Neuzeit führte ein Postweg von Priort über Ferbitz nach Sacrow, über die dortige Fähre nach Stolpe und die Stolper Brücke in den Teltow. Auf der Gemarkung Sacrow liegen der Wohnplatz Jägerhof sowie das frühere Forsthaus Zedlitz, heute Im Königswald genannt.
Durch Sacrow verläuft die Buslinie 697, die einerseits eine Verbindung nach Kladow und andererseits eine in die Potsdamer Innenstadt ermöglicht.

## Geschichte
Sacrow wurde im Landbuch Kaiser Karls IV. von 1375 erstmals erwähnt. Der Name leitet sich von slawisch-polabisch: za krowje ‚hinter Gebüsch‘, ‚hinterm Busch‘ ab. Nach der Dorfform war es ein Gassendorf mit Gut. Der Ort geht nach dem Namen und auch nach Bodenfunden auf eine slawische Siedlung zurück.

### Mittelalter bis zum Dreißigjährigen Krieg
Nach dem Landbuch von 1375 gehörte Sacro zur terre Obule et merice (Havelland und Heide). Es wird wie folgt beschrieben:

„Sacro sunt 13 mansi, quorum prefectus 2, de quibus tenetur equum pheudalem. Ad pactum et ad censum quilibet mansus 12 solidos et sex pullos. Ad precariam tota villa solvit annuatim 32 solidos. Pactum et censum habent Dyreken van der Eyke; precariam habet dominus marchio. Supremum iudicium habent Dyreken predicti. Servicium curuum habet dominus marchio et servicium vasallionatus.“

Nach dieser Beschreibung hatte das Dorf eine bewirtschaftete Fläche von 13 Hufen, von denen zwei abgabenfreie Hufen dem Schulzen gehörte. Er musste aber dafür ein Pferd für den Markgrafen halten. Die anderen Hufen wurden von Bauern bewirtschaftet. Jede Hufe musste jährlich an Pacht und Zins zwölf Schillinge und sechs Hühner bezahlen. Das Dorf insgesamt hatte eine jährliche Bede von 32 Schillingen an den Markgrafen zu zahlen. Pächte und Zinse hatte der Markgraf an den Dyreke aus Eiche weiter verliehen. Dieser besaß auch des Obergericht. Dagegen waren dem Markgrafen noch das Anrecht auf die Wagendienste der Dorfbewohner und das Vasallenrecht verblieben.
Zu einem unbekannten Zeitpunkt Anfang des 15. Jahrhunderts hatte Heinrich von Hake oder seine beiden Söhne Hans und Achim von Hake das Dorf Sacro gekauft, das sie 1434 mit Grünem See und der Fischerei in der Havel an die Gebrüder Helbrecht verkauften.
Am 28. März 1434 belehnte der brandenburgische Kurfürst Johann die Brüdern Peter, Hansen und Jürgen Helmbrecht/Hallenbrecht, Bürger zu Spandau mit dem Dorf Sacrow. 1472 besaßen Jorg und Peter Helmbrecht im Dorf Sackro vier Stück Geld 18 Groschen, und ein Schock und acht Hühner sowie das Ober- und Untergericht, das ein Schock einbrachte.
Laut einem im Wortlaut zitierten Lehenbrief von 1521 war Georg von Wartenberg, Bürgermeister von Spandau und Besitzer von Sacrow 1521 gestorben. Mit diesem Lehenbrief belehnte Kurfürst Joachim seine Erben, Moritz von Wartenberg, den Sohn des Joachim von Wartenberg und die noch unmündigen George und Voltien von Wartenberg u. a. auch das Dorf Sacrow mit allen Rechten, sowie die Fischerei auf dem Grünen See, ausgenommen die Fischerei mit dem großen Garn, sowie die Fischerei auf der Havel mit allen kleineren Fischereien, aber nur mit kleinem Fischzeug. Die Bauern von Sacrow werden namentlich aufgeführt, davon vier Zweihüfner, zwei Einhüfner und ein Halbhüfner. Einer der Einhüfner betrieb die Fähre, denn dafür musste er einen Zins von 18 Pfennigen bezahlen. Die vier Zweihüfner mussten eine jährliche Abgabe von 39 Groschen und zwölf Hühner bezahlen, die Einhüfner 19 1⁄2 Groschen und acht Hühner, und der Halbhüfner neun Groschen sechs Pfennige und sechs Hühner. Die zwei Hufen des Schulzen waren abgabenfrei. Er musste aber anstatt ein Lehnpferd zu halten 24 Groschen bezahlen. Er hatte zudem eine halbe Pachthufe, von der er neun Groschen sechs Pfennige und drei Hühner geben musste.
Nach einer nur abschriftlich erhaltenen Urkunde saß 1523 Georg von Wartenberg zu Sacrow. Er soll in diesem Jahr von Joachim Helmbrecht zu Frankfurt (Oder) für 1591 Gulden und sechs Pfennige Güter und Einkünfte in den Dörfern Wustermark, Dyrotz und Marwitz gekauft haben.
Im Jahr 1534 wohnten neben dem Rittergut acht Bauern in Sacro. Vom Ort ging eine Fähre über die Havel. 1536 wurde Georg von Wartenberg, Bürgermeister von Spandau mit Sacrow und Schorin (= Marquardt) (wieder-)belehnt. 1571 gab es noch elf Bauernhufen im Dorf. Sie wurden von vier Zeihufenbauern, zwei Einhufenbauern und einem Halbhüfner bewirtschaftet. Der Lehnschulze mit zwei Hufen hatte zusätzlich noch eine halbe Pachthufe. 1592 gehörte Sacrow dem Matern von Wartenberg, der vor 1610 verstorben war, denn 1610 war bereits sein Sohn Mathias von Wartenberg Besitzer von Sacrow und Schorin. In der Urkunde wird erwähnt, dass die Gebrüder Joachim und Moritz von Wartenberg Vor-Vorbesitzer von Sacrow waren.
1620 besaßen Matthias und Hans Georg von Wartenberg Sacrow und hatten dort einen Rittersitz mit drei Hufen. 1624 kauften sie drei Bauernhöfe mit insgesamt 9 1⁄2 Hufen „aus“. Der „Sollzustand“ von sechs Hufenbauern war damit Vergangenheit, alle Hufen des Dorfes, bis auf eine halbe Hufe waren nun im Besitz des Rittergutes. Genannt werden weiter drei Kossäten, ein Schäfer und die Schäferknechte.

### Nach dem Dreißigjährigen Krieg bis 1840
Über die Schicksale des Dorfes während des Dreißigjährigen Kriegs ist nichts bekannt. 1641/1663 werden nur noch acht Ritterhufen genannt. Anscheinend waren nach dem Dreißigjährigen Krieg wieder einige Hufen mit Bauern besetzt worden. 1657 war Moritz Andreas von Wartenberg Besitzer von Sacrow. Er kaufte 1671 wieder zwei Bauernhöfe und einen Kossäthen aus. 1682 wohnten sieben Kossäten im Dorf, 1700 nur noch vier. Der Sohn des Moritz Andreas, Wolfgang Georg von Wartenberg auf Schorin und Sacrow war seit 1692 mit Leopoldine Lucretia von Bredow verheiratet. Die Ehe blieb kinderlos und das Lehen fiel an König Friedrich I. zurück. 1694 ließ er eine Kirche mit sieben Gebind aus Fachwerk und einem Ziegeldach erbauen.
Der König belehnte daraufhin Marquard(t) Ludwig von Printzen mit Schorin und Sacrow. Marquard Ludwig von Printzen war Königlich-Preußischer Hofmarschall, Etatsminister, Schlosshauptmann und Ritter des Schwarzen Adlerordens. Er war für die Kirchen- und Schulpolitik sowie für die Universitäts- und Wissenschaftssachen verantwortlich. Der Ort Schorin wurde nach ihm in Marquardt umbenannt. Am 15. Mai 1704 übergaben Bevollmächtigte die Lehngüter des verstorbenen Wolf Georg von Wartenberg zu Sacrow an Marquard Ludwig von Printz. Er musste aber den Allodialerben des Wolf Georg von Wartenberg 6.000 Taler als Ausgleich bezahlen. Doch nur zwei Jahre später, am 29. September 1706 verkaufte Marquard(t) Ludwig von Printz das Gut Sacrow dem Neuen Waisenhaus zu Potsdam mit Ausnahme der zum Gut Marquardt gehörigen Güter und Einkünfte in Dyrotz und Wustermark für 12.000 Taler. Erst am 6. Februar 1714 gab König Friedrich Wilhelm I. seine Zustimmung zu diesem Verkauf. 1708 wurde der Kossäte mit einer halben Pachthufe als Halbhüfner bezeichnet (1745: als Bauer!). Außer ihm wohnten noch drei Kossäten und der Dorfschäfer im Ort.
Noch vor 1720 muss Sacrow in den Besitz des Zucht- und Armenhauses in Spandau (Mons Pietatis) gekommen sein, denn diese Institution verkaufte das Rittergut Sacrow 1720 für 7.524 Taler zehn Groschen und fünf Pfennige an den Hofrat Conrad von Boden. Nach dessen Tod 1740 erbte seine Witwe Anne Elisabeth von Boden geb. Katsch(en) das Rittergut. Beginnend mit dem Jahr 1736 führte sie einen kostspieligen Prozess gegen die Potsdamer Garnmeister um die Fischereirechte auf dem Sacrower See links und rechts der Einmündung der Havel in den See. Sie verlor den Prozess und musste schließlich 1757 auch das Gut Sacrow verkaufen.
Im Jahr 1757 hatte die bäuerliche Bevölkerung in Sacrow weiter abgenommen. Das Rittergut hatte drei Kossätengüter eingezogen, entsprechend wohnten nur noch zwei Kossätenfamilien in Sacrow. Das Rittergut hatte Fischerei- und Jagdrechte. Auf der Gemarkung war eine Ziegelscheune entstanden. Nach der Schmettauschen Karte stand die Ziegelei im Gutspark südlich des Herrenhauses. Die Schäferei des Gutes lag westlich des Sacrower Sees fast an dessen Nordende, etwa auf Höhe des heutigen Wohnplatzes Jägerhof, aber etwas weiter westlich.
Im gleichen Jahr kaufte die Gräfin Maria Elisabeth von Virmont, geb. Gräfin von Nesselrode, Sacrow für 13.500 Taler von der Witwe von Boden. Sie war die Witwe des 1744 verstorbenen Kaiserlichen und Kurkölnischen Geheimen Rats und Reichskammerpräsidenten Ambrosius Franz Friedrich Christian Adalbert Graf von Vi(e)rmund/Virmont.
Die Gräfin von Virmont Sacrow verkaufte 1764 weiter für 13.000 Taler in Friedrichsd’or zu 21 Karat 9 Grän an den Grafen Johann Ludwig von Hordt, Generalleutnant und späterer Gouverneur der Zitadelle Spandau. Er ließ in Sacrow ein neues zweigeschossiges Herrenhaus mit einem Gewächshaus errichten. An der Havel ließ er sich ein Lusthaus mit Balkon bauen, von dem aus eine Kastanienallee zum Gutshaus führte. 1777 starb seine erste Frau Ulrike Juliane Henriette von Wachtmeister-Johannishus (1720–1777). Im Jahr 1778 gehörten zum Rittergut, neben dem Herrenhaus, ein Brauhaus mit Ziegeldach, eine Vieh- und Holzstall mit Rohrdach, eine Scheune, eine Wagenremise, Pferdestall, ein massiver Keller und Kornböden. Das übrige Dorf bsstand aus vier Kossätenhäusern, drei Familienhäusern, einem Küster- und Weinmeisterhaus, einer Schäferei und einem Krug. Die Gemarkung hatte 1678 Morgen acht Quadratruten Acker, 20 Morgen 32 Quadratruten Wiesen, 10 Morgen 30 Quadratruten Weinberg und 780 Morgen 158 Quadratruten Holzung.
Er heiratete 1781 in zweiter Ehe Sofie Christina Dorothea von Podewils (* 18. November 1734; † 14. August 1802), gesch. von Marschall, verw. von Haeseler, verw. von Bredow. Sie war die Erbin der Standesherrschaft Groß Leuthen in der Niederlausitz. Er verlegte seinen Wohnsitz nach Groß Leuthen, wo er am 21. August 1798 verstorben ist. Er ist aber in Sacrow begraben.
Am 30. Juli 1779 hatte er Sacrow für 23.000 Taler an Heinrich Carl de la Motte Fouqué, den Sohn des Generals Friedrich des Großen, Heinrich August de la Motte Fouqué, verkauft. Ein Sohn des Besitzers von Sacrow, Heinrich Carl de la Motte Fouqué, war der Dichter Friedrich de la Motte Fouqué, der einige Jahre seiner Kindheit in Sacrow verbrachte.
Im Jahr 1787 (oder 1789) kaufte der Stiefsohn des Vorbesitzers August Ferdinand von Häseler Dorf und Rittergut Sacrow für 24.000 Taler in Gold; er wurde 1790 in den Grafenstand erhoben und war Domherr in Halberstadt. 1788 richtete von Haeseler einen Fährbetrieb bei Sacrow ein, gegen dessen Einrichtung allerdings Klage erhoben wurde, Er legte außerdem eine Ziegelei und Kalkbrennerei an. 1789 hatte Sacrow 93 Einwohner. Auf dem Gut standen 16 Pferde, zehn Ochsen, 20 Kühe, sieben Schweine und 400 Schafe. Die Sozialstruktur des Dorfes war nach Bratring wie folgt: ein Ganzkossäte, zwölf Einlieger und ein Gärtner, an Betrieben; eine Ziegelei, ein Krug und das Rittergut. Es waren 17 Feuerstellen (Wohnhäuser) vorhanden. Zum Rittergut gehörten 1367 Morgen Wald. 1840 war die Zahl der Wohnhäuser auf 13 gesunken, die Einwohnerzahl auf 121 gestiegen.
Ab 1811 war Johann Balthasar Henry (24. Juni 1764 – 28. September 1813), geheimer Kommerzienrat in Berlin, Besitzer von Sacrow. Er hatte das Gut für 30.000 Taler gekauft und ließ das Gut von einem Administrator Hopf verwalten. Die Kirche war sehr baufällig und konnte ab 1812 nicht mehr zum Gottesdienst benutzt werden. Er ließ im Gutsforst, in der Nähe der Schwarzen Berge, eine kurze Strecke links vom Krampnitzer Wege einen neuen Friedhof anlegen. Johann Balthasar Henry starb 1813. Danach ging Sacrow für 25.000 Taler Courant und 2.000 Taler in Gold an den jüdischen Bankier Johann Matthias Magnus. Bemerkenswert für diese Zeit hob er die Lehnspflicht des Schulzen und einzigen Bauern in Sacrow auf. Magnus richtete eine Essigherstellungsanlage und eine Bleizuckerfabrik ein. 1821 ist er verstorben. Erben waren seine fünf Söhne, die im gemeinschaftlichen Besitz von Sacrow blieben. Leiter des Gutes war der zweitjüngste Bruder Ludwig Magnus, der Landwirtschaft studiert hatte.

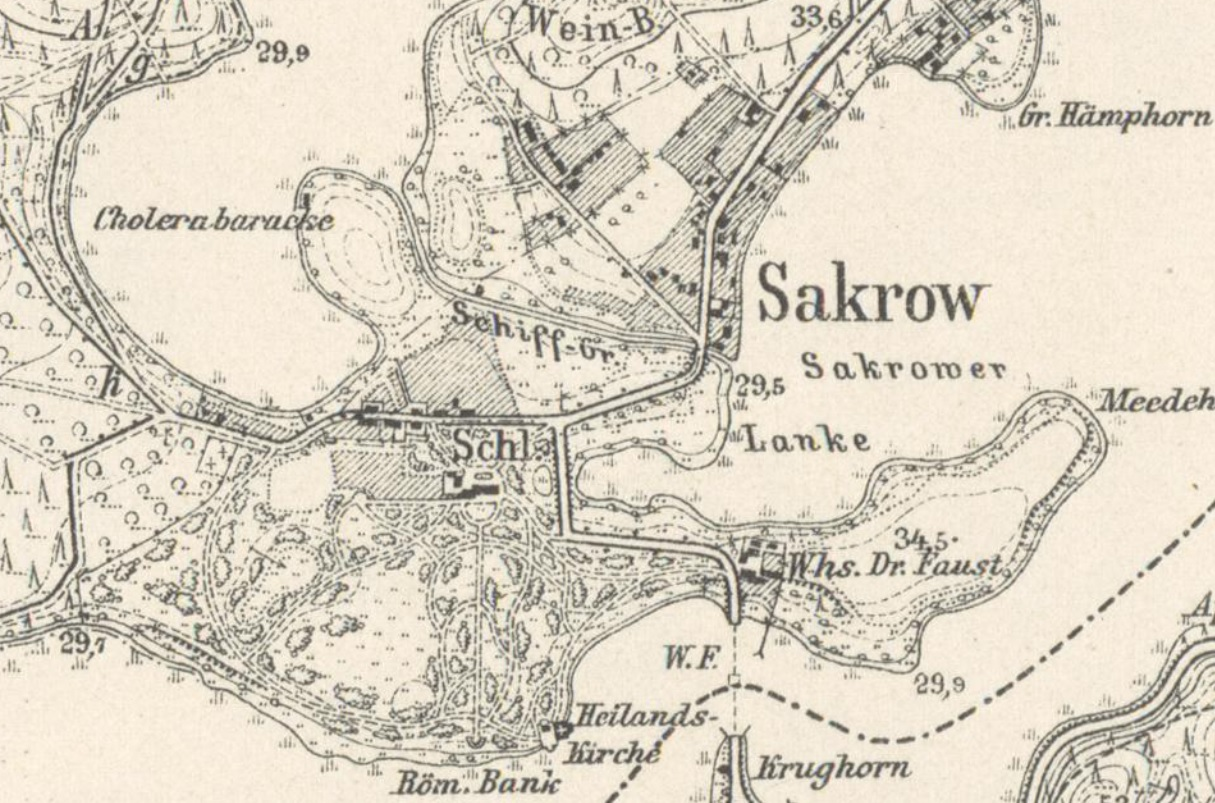
Sacrow auf dem Messtischblatt 3544 aus dem Jahr 1903

Die bereits seit 1812 wegen Baufälligkeit geschlossene alte Fachwerkkirche im Dorf wurde 1822 abgerissen. Die Gottesdienste fanden von nun an in einem Wohnhaus der Gutsherrschaft statt, das „am Anfang der Dorfstraße stand, wo sich die Wege nach Cladow und der Fähre treffen“. Das Deckersche-Kartenwerk, Umgebung von Berlin 1:50.000 von 1816/1819 verzeichnet zwei Schäfereien westlich des Sacrower Sees. Die zweite Schäferei war an der Stelle des späteren Forsthauses Zedlitz angelegt worden.
Im Jahr 1828 verhandelte König Friedrich Wilhelm III. über einen Ankauf des Gutes mit den Gebrüdern Magnus. Der verlangte Preis von nicht unter 100.000 Taler war dem König zu hoch und die Verhandlungen wurden abgebrochen. 1831 grassierte die Cholera in der Gegend. Sacrow wurde für alle Kähne, die von Spandau nach Potsdam fuhren, zum Quarantäneort. Die Cholerabaracke auf der in den Sacrower See hineinragenden Halbinsel stand noch um 1900.
Der Betsaal in Sacrow wurde 1834 ausgebaut und „verschönert“.

### Von 1840 bis ca. 1900
König Friedrich Wilhelm IV. kaufte 1840 das Gut Sacrow von den Erben des Magnus für 60.000 Taler und wies es dem Amt Potsdam zu. Ein besonderes Anliegen war für ihn der Bau einer neuen Kirche. Sie sollte repräsentativ am Ufer der Havel entstehen. Schon im Winter 1840/1841 fanden erste Untersuchungen des Baugrundes statt. Nach Ideenskizzen des Königs entwarf Ludwig Persius eine Basilika mit freistehendem Glockenturm in italienisierenden Formen. Der Säulengang um die Kirche wurde vom König noch dem Entwurf von Persius hinzugefügt. Schon 1841 wurde mit dem Bau begonnen. Am 21. Juli 1844 fand die Weihe der „S. Ecclesiae sanctissimi Salvatoris in portu sacro“ (‚Kirche des heilbringenden Erlösers im heiligen Hafen‘) durch Hofprediger Adolf Sydow statt. Das Fähr- und Gasthaus „Zum Doktor Faustus“ am Havelufer wurde von Persius entsprechend der Kirche ebenfalls in italienisierenden Formen umgebaut. Zwischen 1843 und 1844 baute Ludwig Persius auch am Herrenhaus und den Nebengebäuden u. a. einen großen Speicher im italienisierenden Stil. Der Schlosspark wurde von Peter Joseph Lenné angelegt, wobei die Heilandskirche und das Fährhaus in die Gestaltung mit einbezogen wurden. 1858 standen in Sacrow drei öffentliche Gebäude, zehn Wohnhäuser und sieben Wirtschaftsgebäude. Der Ort hatte 82 Einwohner. Es gab vier Abbauten, also Häuser außerhalb des eigentlichen Ortskern, darunter das Gasthaus Sacrower Fähre und die Försterei Zedlitz.
Im Jahr 1871 standen 16 Wohngebäude in Sacrow, die 96 Bewohner hatten. Der Gemeindebezirk umfasste nur drei Morgen Gehöfte, vier Morgen Garten, 40 Morgen Acker und vier Morgen Wiesen, insgesamt 51 Morgen. Der einzige Bauer hatte vier Pferde und 14 Stück Rindvieh. 1894 gab es noch zwei Grundbesitzer mit je fünf Hektar. Im Ort hatte sich ein Schiffseigner und ein Schiffer sowie ein Schiffsbaumeister angesiedelt. Andere Professionen standen mit dem Schloss Sacrow in Verbindung, so ein Vergolder, ein Königlicher Piqueur und der Schlossgartenverwalter. Weiter sind genannt ein Arbeiter, ein Tischlergehilfe und ein Lehrer. Das Gasthaus wurde von einem Fährpächter und Rastaurateur betrieben. In der Försterei Zedlitz arbeiteten zwei Förster, und im Ort selbst wohnten noch fünf Rentner.
Georg Graf von Arco und Adolf Slaby unternahmen 1897 vom Turm der Heilandskirche und der 1,6 km entfernten Matrosenstation Kongsnæs am Neuen Garten in Potsdam erste Versuche mit drahtloser Telegrafie auf deutschem Boden.

### 20. Jahrhundert bis heute
Während im Jahr 1900 in Sacrow zusammen (Gutsbezirk und Gemeindebezirk) noch 29 Wohnhäuser gezählt wurden, waren es 1931 bereits 40 Wohnhäuser. In den ersten vierzig Jahren des 20. Jahrhunderts ließen sich in Sacrow Persönlichkeiten aus Wirtschaft und Kultur nieder, z. B. der Däne Jørgen Rasmussen (vormals Eigentümer der Zschopauer Motorenwerke), Erik Charell (Regisseur), führende Vertreter der Deruluft (der späteren Lufthansa) wie Eberhard Cranz. Geprägt durch die unterschiedlichen politischen Strömungen und Rahmenbedingungen wechselten die Eigentümer.

#### Zeit des Nationalsozialismus
Das Schloss Sacrow wurde 1938 zum Dienstsitz und Wohnhaus des Generalforstmeisters des Deutschen Reiches, Friedrich Alpers, umgebaut. Die Nebengebäude wurden abgerissen. Neu errichtet wurden das heutige Adjutantenhaus und der Gartensaal am Nordflügel. Jüdische Bürger des Ortes wurden verhaftet und deportiert. 1943 wurde in Sacrow das Ehepaar Hans und Christine von Dohnanyi verhaftet, die in Sacrow mit ihrer Familie wohnten.

#### DDR-Zeit
Nach dem Zweiten Weltkrieg wurde Schloss Sacrow Volkseigentum und wurde zunächst als Erholungsheim für Verfolgte des Naziregimes (VVN) genutzt. Mit der Errichtung der Berliner Mauer und der Teilung der Stadt 1961 lag Sacrow im Sperrbezirk zwischen der DDR und West-Berlin. Die Grenze verlief zwar in Havelmitte, die Mauer wurde aber auf dem Sacrower Uferstreifen errichtet. Das im Krieg stark beschädigte Fähr- und Gasthaus „Zum Doktor Faustus“ wurde abgerissen, und der Zugang zur Heilandskirche wurde abgeriegelt.
1973 wurde Schloss Sacrow in eine Ausbildungsstätte für Spürhunde umgewandelt. Im Park wurden Garagen und Hundezwinger errichtet. Das Gewächshaus an der Südseite des Schlosses wurde abgerissen.
1984/1985 gelang es dem damaligen Regierenden Bürgermeisters von West-Berlin, Richard von Weizsäcker in Zusammenarbeit mit der „Stiftung Tagesspiegel“, die Außenhülle der Heilandskirche zu sichern.

#### Wiedervereinigung
Nach der Maueröffnung wurde Weihnachten 1989, zum ersten Mal seit der Teilung, wieder eine Christvesper in der Heilandskirche gefeiert. Das Innere der Kirche war damals völlig verwahrlost. 1993 übernahm die Stiftung Preußische Schlösser und Gärten Berlin-Brandenburg das Schloss Sacrow. Seit 2002 wird das Schloss als Veranstaltungsort genutzt. Auch heute befinden sich einige Häuser im Besitz prominenter Berliner.
| Jahr      | 1800 | 1817 | 1840 | 1858 | 1875 | 1890 | 1910 | 1925 | 1933 |
| Einwohner | 106  | 79   | 121  | 82   | 72   | 119  | 164  | 168  | 230  |

### Kirchliche Geschichte
Sacrow stand im ausgehenden Mittelalter und noch zu Beginn der Frühen Neuzeit als Kirchdorf unter dem Patronat der Gutsherrschaft. Die Kirche hatte aber keine Pfarrhufen, so dass eher von einer Gutskirche ausgegangen werden muss. Ab 1840 war das Patronat fiskalisch. Sacrow war aber schon 1600 Tochterkirche von Fahrland. Damals wiesen die Patrone der baufälligen Kirche Land zu, um mit den Einnahmen die Bauschäden zu beheben. Noch vor 1616 war die Sacrower Kirche für einige Jahre Tochterkirche von Drewitz und ab 1616 eine eigenständige Pfarrei. 1661 wurde Sacrow wieder Tochterkirche von Fahrland. 1794 wurde es vom Pfarrer der Potsdamer Nikolaikirche kuriert. 1808 wurde es wieder Filial von Fahrland. 1844 bis 1867 wieder Pfarrkirche, gehörte Sacrow danach zur Parochie Klein Glienicke (Neubabelsberg). 1900 war Sacrow Tochterkirche von Nikolskoe in der Superintendentur Potsdam I. Heute gehört die Heilandskirche zur Evangelischen Pfingstgemeinde Potsdam.

### Kommunale Geschichte
Im Mittelalter und Frühen Neuzeit gehörte der Ort zum Havelländischen Kreis der Mark Brandenburg. Mit der Kreisreform von 1816/1817 kam Sacrow zum Kreis Osthavelland, der bis 1952 Bestand hatte. Bereits 1939 wurde Sacrow in den Stadtkreis Potsdam eingegliedert.
Sacrow war ein Ort, der auch bei der Einführung von Guts- und Gemeindebezirk sehr stark durch die Gutsherrschaft dominiert war. Zum Gemeindebezirk gehörte 1860 nur ein größerer Kossät oder auch Bauer genannt. Die anderen Einwohner gehörten zum Gutsbezirk. Der Gemeindebezirk umfasste nur 51 Morgen, der Rest gehörte zum Gutsbezirk. Mit der Einrichtung der Amtsbezirke 1874 in der damaligen Provinz Brandenburg wurde der Gemeindebezirk Sacrow sowie die Sacrower Domänengrundstücke wie Gutsbezirk, Schutzbezirk Sacrow und Krampnitz der Potsdamer Forst in den Amtsbezirk 20 Fahrland des Kreises Osthavelland eingegliedert. Zum Amtsvorsteher wurde Domänenpächter Alexander Beussel in Fahrland, zu seinem Stellvertreter Gutsbesitzer Robert Ferdinand Müller in Nedlitz bestimmt. 1928 wurde der größere Teil des Gutsbezirks Sacrow mit den Jagen 170–201 (Försterei Zedlitz) rund 757 Hektar Fläche sowie der Schlosspark Sacrow, der Sacrower See und die Wasserflächen aus der Havel mit dem Gemeindebezirk Sacrow zur Gemeinde Sacrow vereinigt. Andere Teile des Gutsbezirks Sacrow wurden auf die Gemeinden Fahrland und Krampnitz aufgeteilt. Mit der Eingliederung von Sacrow in den Stadtkreis Potsdam wechselte Sacrow nicht nur die Kreiszugehörigkeit, sondern verlor auch seine Selbstständigkeit. Seither ist Sacrow ein Ortsteil bzw. Gemeindeteil von Potsdam.

## Denkmale und Sehenswürdigkeiten
Die Denkmalliste des Landes Brandenburg für die Landeshauptstadt Potsdam führt folgende Boden- und Baudenkmäler auf.

### Bodendenkmale
- Nr. 2212 Sacrow Flur 4: Burgwall slawisches Mittelalter, Burgwall Bronzezeit (sog. Römerschanze).
- Nr. 2229 Sacrow Flur 1: Siedlung slawisches Mittelalter, Siedlung Bronzezeit, Siedlung Steinzeit
- Nr. 2230 Sacrow Flur 3: Siedlung deutsches Mittelalter, Siedlung römische Kaiserzeit, Siedlung Bronzezeit
- Nr. 2231 Sacrow Fluren 1, 3 Dorfkern deutsches Mittelalter, Dorfkern Neuzeit

### Baudenkmale
- Nr. 09156099 Potsdam-Sacrow Krampnitzer Straße 33: Schloss und Schlossanlage „Park Sacrow“ mit allen baulichen und gärtnerischen Anlagen, Einfriedungen; mit den Werken der bildenden Kunst und der Gartenausstattung, den befestigten und unbefestigten Wegen, mit Wasserläufen und Seen, den zugehörigen Brücken und Übergängen sowie den landschaftlich gestalteten Uferzonen, darin:
  - Schloss Sacrow
  - Adjutantenhaus
  - Wohn- und Wirtschaftsgebäude
  - Transformatorenhäuschen
  - Exedra „Römische Bank“ (SPSG)

## Tourismus und Freizeit
Ein historischer Postweg, der Priort über Ferbitz mit Sacrow verbindet, wurde am 8. August 2009 als Wanderweg wiedereröffnet. Dabei wird in Ferbitz die alte Dorfstraße genutzt. Der Postweg lag über 100 Jahre lang weitgehend in militärischem Sperrgebiet.

## Naturschutz
Fast die gesamte Gemarkung von Sacrow mit Ausnahme des Ortskerns gehört zum Naturschutzgebiet Sacrower See und Königswald. Dieses Naturschutzgebiet wurde bereits 1941 ausgewiesen und ist das älteste Naturschutzgebiet im Stadtgebiet von Potsdam.

## Filme
- Sacrow bei Potsdam. Paradies im Mauerschatten. Reihe „Geheimnisvolle Orte“ – Fernsehdokumentation. Deutschland 2020. In: rbb, 3. August 2021, 20:15–21 Uhr.

## Mit Sacrow verbundene Persönlichkeiten  (Auswahl)
- Christine von Dohnanyi (1903–1965), Widerstandskämpferin
- Christoph von Dohnányi (* 1929), Dirigent und Intendant, in der Kindheit in Sacrow aufgewachsen
- Hans von Dohnanyi (1902–1945), Jurist und Widerstandskämpfer
- Klaus von Dohnanyi (* 1928), Politiker (SPD), in der Kindheit in Sacrow aufgewachsen sowie im Alter wieder wohnend
- Jenny Jugo (1904–2001), Schauspielerin
- Max Friedrich Koch (1859–1930), Historienmaler
- Grete Ring (1887–1952), Kunsthistorikerin